# Wapen van Bologna (stad)
Het wapen van Bologna is per 6 november 1937 het wapen van de Italiaanse stad Bologna. Het wapen is gecartileerd met in het eerste en vierde kwartier een rood kruis op een wit veld met daarboven een blauw veld met rode barensteel met daartussen gouden fleur de lis. Dit laatste deel is afkomstig van het wapen van de heren van het Huis Anjou-Sicilië, waar het rode kruis op witte veld vandaan komt is niet bekend. In het tweede en derde kwartier een blauw veld met daarop in gouden letters het woord libertas, een verwijzing naar de periode dat Bologna een vrije staat wat. 
In de 16e eeuw plaatste de stad het wapen op munten. Tegenwoordig komt het wapen gedeeltelijk terug in de vlag van de stad en in zijn geheel in het vaandel dat de stad gebruikt.